# Парламентарни избори в Северна Корея (1986)
Парламентарните избори в Северна Корея през 1986 г. са осми избори за Върховно събрание и са проведени на 2 ноември.
Само един кандидат е избиран във всеки избирателен район, всички от които са представители на Корейската работническа партия, въпреки че някои са кандидати от името на други партии или държавни организации, за да се даде вид на демокрация.
Темата на първата сесия е „за пълната победа на социализма“.

## Резултати
| Коалиция                                        | Гласове (%) | Места |
| ----------------------------------------------- | ----------- | ----- |
| Демократичен фронт за обединение на отечеството | 100,0%      | 655   |
| Общо                                            | 100,0%      | 655   |
| Активност: 100,0%                               |             |       |
| Източник:                                       |             |       |